# Премия имени Янки Мавра
Премия имени Янки Мавра (бел. Прэмія імя Янкі Маўра) (Литературная премия имени Янки Мавра) — литературная премия, присуждаемая раз в год, с 1993 года в Беларуси за лучшие произведения на белорусском языке для детей и юношества. Премия в честь белорусского писателя Янки Мавра. Основана Союзом писателей БССР. 
К рассмотрению на конкурс принимаются произведения для детей и юношества в следующих жанрах: проза (повествования, сказки и т. д.), поэзия (стихотворения, басни и т. д.), пьесы, тексты песен, комиксы, а также переводы зарубежных детских произведений на белорусский язык.

## Лауреаты премии
- 1993 год — Владимир Липский (р. 06.05.1940, Шелковичи, Гомельская область), «Падкідыш».
- 1994 год — Владимир Яговдик (р. 04.02.1956, д. Кастровичи, Гродненская обл.)[5], за книги «Янка и Роза» (бел. «Янка і Ружа») и «Вернётся ли Кук?» (бел. «Ці вернецца князь Кук?»).
- 1995 год — Николай Чернявский (р.16.01.1943), «Кого боится зубр?» (бел. «Каго баіцца зубр?»), 1994[6][7].
- 1996 год — Владимир Матвеенко (р. 1928)[8], за книгу поэзии «Сябрынка».
- 1998 год — Фёдор Гуринович (р. 15.09.1950, д. Кривичи, Минская обл.)[9], за книгу «Птичья азбука» (бел. «Птушыная азбука»).
- 2000 год — Нина Галиновская (р. 18.12.1935, д. Большие Лазицы, Могилёвская обл.)[8], за книгу «Клубок и колобок» (бел. «Клубок і калабок»).
- 2002 год — Аверьян Деружинский (р. 10.06.1919, д. Хлевно, Гомельская обл.)[10].
- Василий Жукович[бел.] (р. 07.11.1940, д. Заболотье, Брестская обл.)[8].
- Михаил Поздняков (р. 24.01.1951, д. Забродье Могилевской обл.)[11].